# Hrabské
Hrabské (ungarisch Geréb – bis 1907 Hrabszke) ist eine Gemeinde im Osten der Slowakei mit 664 Einwohnern (Stand 31. Dezember 2024). Sie gehört zum Okres Bardejov, einem Kreis des Prešovský kraj, und wird zur traditionellen Landschaft Šariš gezählt.

## Geographie
Die Gemeinde befindet sich im Nordwestteil der Niederen Beskiden in einem Seitental der Topľa, am Übergang von den West- in die Ostkarpaten. Über den Karpatenhauptkamm nördlich des Ortes verläuft die Staatsgrenze zu Polen. Das Ortszentrum liegt auf einer Höhe von 460 m n.m. und ist 18,5 Kilometer von Bardejov entfernt.
Nachbargemeinden sind Krynica-Zdrój (genauer Ort Muszynka) im Norden, Gerlachov im Osten und Südosten, Malcov im Süden und Snakov im Westen.

## Geschichte
Hrabské wurde zum ersten Mal 1353 als Grabow schriftlich erwähnt und erhielt seinen Namen nach den dort vorkommenden Hainbuchen (slowakisch Sg. hrab). Die Gründung erfolgte einige Jahre zuvor im damaligen Gemeindegebiet von Malcov; der neu gegründete Ort gehörte zum Besitz der Gutsherren von Poľanovce. Im Jahr 1427 war nach einem Steuerverzeichnis keine Steuer fällig. Gegen 1600 standen 13 bewohnte Untertanen-Häuser im Ort, zur selben Zeit besaß das Geschlecht Csáky Ortsgüter. Im 19. Jahrhundert gehörte Hrabské zum Besitz der Geschlechter Anhalt und Dessau. 1828 zählte man 77 Häuser und 588 Einwohner, die als Hersteller von Holzwerkzeugen, Landwirte, Schindler und Viehhalter beschäftigt waren.
Bis 1918 gehörte der im Komitat Sáros liegende Ort zum Königreich Ungarn und kam danach zur Tschechoslowakei beziehungsweise heute Slowakei.

## Bevölkerung
| Jahr                | 1994 | 2004    | 2014     | 2024    |
| ------------------- | ---- | ------- | -------- | ------- |
| Anzahl der Personen | 524  | 545     | 608      | 664     |
| Unterschied         |      | +4,00 % | +11,55 % | +9,21 % |

| Jahr                | 2023 | 2024    |
| ------------------- | ---- | ------- |
| Anzahl der Personen | 671  | 664     |
| Unterschied         |      | −1,04 % |

Gemäß der Volkszählung 2011 wohnten in Hrabské 600 Einwohner, davon 549 Slowaken, 23 Roma, sieben Russinen sowie jeweils vier Tschechen und Ukrainer. 13 Einwohner machten keine Angabe zur Ethnie.
407 Einwohner bekannten sich zur griechisch-katholischen Kirche, 16 Einwohner zur römisch-katholischen Kirche, acht Einwohner zur orthodoxen Kirche und ein Einwohner zur Evangelischen Kirche A. B., sieben Einwohner zu den Zeugen Jehovas, zwei Einwohner zur reformierten Kirche. 156 Einwohner waren konfessionslos und bei 12 Einwohnern wurde die Konfession nicht ermittelt.

## Bauwerke
- griechisch-katholische Demetrioskirche im klassizistischen Stil aus dem Jahr 1822

## Söhne und Töchter der Gemeinde
- Vasiľ Hopko (1904–1976), griechisch-katholischer Weihbischof von Prešov